# Абакавир
Абакавир (англ. Abacavir, ABC) — противовирусное средство для лечения ВИЧ из класса нуклеозидных ингибиторов обратной транскриптазы.
Абакавир, продаваемый под торговой маркой Ziagen, является лекарством, используемым для профилактики и лечения ВИЧ/СПИДа. Подобно другим ингибиторам обратной транскриптазы (NRTIs) аналогов нуклеозидных аналогов, абакавир используется вместе с другими лекарствами от ВИЧ, и не рекомендуется сам по себе.
Абакавир принимается внутрь в виде таблеток или раствора; можно применять для детей в возрасте старше трех месяцев.
Абакавир обычно хорошо переносится. Общие побочные эффекты включают рвоту, бессонницу, лихорадку и чувство усталости. Более серьезные побочные эффекты включают гиперчувствительность, гепатотоксичность и лактатацидоз. Генетическое тестирование может определить, подвержен ли человек более высокому риску развития гиперчувствительности. Симптомы гиперчувствительности включают сыпь, рвоту и одышку.
Абакавир был запатентован в 1988 году, одобрен Food and Drug Administration 18 декабря 1998 года, став пятнадцатым одобренным антиретровирусным препаратом в США. Его патент истёк в Соединённых Штатах 26 декабря 2009 года.
Абакавир включен в Примерный перечень ВОЗ основных лекарственных средств. Он доступен как универсальный препарат.
Обычно абакавир используется вместе с другими лекарствами от ВИЧ, такими как абакавир/ламивудин/зидовудин, абакавир/долутегравир/ламивудин и абакавир/ламивудин. Комбинация абакавир/ламивудин также
является основным лекарством.

## Фармакологическое действие
Абакавир обладает выраженным противовирусным действием. Является синтетическим карбоциклическим аналогом нуклеозидов. Конкурентный ингибитор обратной транскриптазы ВИЧ.
В организме под действием внутриклеточных киназ абакавир трансформируется в активный метаболит карбовир- трифосфат, являющийся аналогом дезоксигуанозин-5'-трифосфата (дГТФ).
Активный трифосфат абакавира вместо естественного субстрата дГТФ встраивается в вирусную ДНК и тем самым препятствует формированию 5'- и 3'-фосфорноэфирных связей, необходимых для удлинения цепочки ДНК.
В результате этого происходит обрыв вирусной цепи ДНК и прекращение репликации вируса.

## Побочные эффекты
Общие побочные реакции включают тошноту, головную боль, усталость, рвоту, диарею, потерю аппетита и проблемы со сном. Редкие, но серьезные побочные эффекты включают реакции гиперчувствительности, такие как сыпь, повышенный уровень АСТ и АЛТ, депрессия, тревога, лихорадка/озноб, лактатацидоз, гипертриглицеридемия и липодистрофия.
Людям с заболеваниями печени следует с осторожностью применять абакавир, поскольку он может усугубить их состояние. Признаки проблем с печенью включают тошноту и рвоту, боль в животе, темную мочу, пожелтение кожи и пожелтение белков глаз. Использование нуклеозидных препаратов, таких как абакавир, очень редко может вызвать лактатацидоз. Признаки лактатацидоза включают учащенное или нерегулярное сердцебиение, необычную мышечную боль, переутомление, затрудненное дыхание и боль в животе с тошнотой и рвотой.

## Взаимодействие
Абакавир и другие ингибиторы обратной транскриптазы не подвергаются метаболизму в печени и поэтому очень ограниченно (или совсем не взаимодействуют) с ферментами CYP и лекарствами, которые влияют на эти ферменты. При этом все еще существует несколько взаимодействий, которые могут повлиять на абсорбцию или доступность абакавира. Ниже приведены некоторые из общепринятых взаимодействий между лекарственными средствами и пищевыми продуктами, которые могут иметь место при одновременном применении абакавира:
- Ингибиторы протеазы, такие как типранавир или ритонавир, могут снижать концентрацию абакавира в сыворотке крови за счет индукции глюкуронизации. Абакавир метаболизируется как алкогольдегидрогеназой, так и глюкуронизацией[12][13].
- Этанол может привести к повышению уровня абакавира за счет ингибирования алкогольдегидрогеназы. Абакавир метаболизируется как алкогольдегидрогеназой, так и глюкуронизацией[12][14].
- Метадон может снизить терапевтический эффект абакавира. Абакавир может снизить концентрацию метадона в сыворотке крови[15][16].
- Орлистат может снизить концентрацию антиретровирусных препаратов в сыворотке крови. Механизм этого взаимодействия полностью не установлен, но есть подозрения, что это связано со снижением абсорбции абакавира орлистатом[17].
- Кабозантиниб: препараты из семейства ингибиторов MPR2 (ингибиторы белка 2, ассоциированного с множественной лекарственной устойчивостью), такие как абакавир, могут повышать концентрацию кабозантиниба в сыворотке крови[18].

## Механизм действия
Абакавир – это нуклеозидный ингибитор обратной транскриптазы, который подавляет репликацию вируса. Это аналог гуанозина, который фосфорилируется до карбовира трифосфата (CBV-TP). CBV-TP конкурирует с вирусными молекулами и встраивается в вирусную ДНК. Как только CBV-TP интегрируется в вирусную ДНК, транскрипция и обратная транскриптаза ВИЧ ингибируются.

## Фармакокинетика
Абакавир назначается перорально и быстро всасывается с высокой биодоступностью, составляющей 83%. Раствор и таблетка имеют сопоставимые концентрации и биодоступность. Абакавир можно принимать независимо от приема пищи.
Абакавир может преодолевать гематоэнцефалический барьер. Абакавир метаболизируется главным образом через ферменты алкогольдегидрогеназа и глюкуронозилтрансфераза до неактивных метаболитов карбоксилата и глюкуронида. Период полураспада составляет примерно 1,5–2,0 часа. Если у человека печеночная недостаточность, период полураспада абакавира увеличивается на 58%.
Абакавир выводится с мочой (83%) и калом (16%). Неизвестно, выводится ли абакавир гемодиализом или перитонеальным диализом.